# Грицак, Виталий Николаевич

Виталий Николаевич Грицак (укр. Віталій Миколайович Грицак; род. 11 июля 1964, с. Горыньград Второй Ровненский район Ровненская область) — генерал-майор милиции, Депутат Ровенского областного совета (2010—2015), Заместитель председателя Ровенской областной организации Украинского союза ветеранов Афганистана. Участник боевых действий, награждён Орденом Богдана Хмельницкого ІІІ степени, медалью «За боевые заслуги», Почетной грамотой Верховного Совета СССР, медалью «Защитнику Отечества» и другими государственными наградами.

## Биография
В 1983 г. окончил техническое училище № 1 (г. Ровно) и работал на Харьковском моторостроительного заводе «Серп и молот».
Участник боевых действий. С 1983 по 1985 гг. проходил службу в рядах Советской Армии в республике Афганистан в 180-м мотострелковом полку в г. Кабул (командир батальона, Герой Советского Союза Руслан Аушев). Неоднократно представлялся к государственным наградам. Награждён медалью «За боевые заслуги».
Образование высшее. В 1992 году окончил Украинский институт инженеров водного хозяйства (г. Ровно), в 2000 году — Национальный университет внутренних дел (Харьков).
С 1994 года на службе в ОВД на должностях старшего инспектора, заместителя начальника отдела ГСО при Ровенском городском управлении УМВД Украины в Ровенской области.
С 1997 г. занимал различные руководящие должности в Налоговой милиции Украины и Государственной налоговой администрации в Ровенской области. С 2004 г. первый заместитель начальника Управления — начальник УБОП УМВД Украины в Волынской области. В 2007 г. назначен на должность начальника УМВД Украины в Хмельницкой области, с 2008—2010 гг. начальник Департамента Государственной службы охраны при МВД Украины.

## Семья
- Жена: Грицак Лариса Петровна.

- Дети: Андрей, Юрий.

- Брат: Грицак, Василий Николаевич (род. 17 февраля 1961), Народный депутат Украины V созыва и VI созывов, генерал-лейтенант милиции, экс-заместитель председателя Государственной миграционной службы Украины, кандидат юридических наук, доцент, Государственный служащий первого ранга, Заслуженный экономист Украины, лауреат Государственной премии в области науки и техники. Участник боевых действий, награждён отличием Президента Украины — «Защитнику Отечества».
- Дед: Грицак Иван Макарович (18 марта 1888 — 4 апреля 1964) — марсовый унтер-офицер Российского императорского флота на Балтике. Служил на броненосце «Император Александр II», линкоре «Гангут» и учебном судне «Николаев» (1909—1917). Отмечен наградами: бронзовой памятной медалью по случаю празднования 300-летия дома Романовых (04.03.1913 г.) и серебряной медалью «За усердие» на Станиславской ленте (19.06.1915 г.). Служил младшим матросом, матросом II и I статей на учебном судне «Николаев». (1909—1911), на «Император Александр II» (1911—1913), снова вернулся на «Николаев» в 3-ю роту (1913—1914). Проходил службу на линкоре «Гангут» (линкор российского и советского флота, последний по дате закладки и дате спуска на воду из четырёх дредноутов балтийской серии типа «Севастополь») (1914—1916). С 1916 г. И. М. Грицак был повышен в звании до марсового унтер-офицера, об этом было сказано в «Списке нижних чинов учебного судна „Николаев“» от 01.05.1916 г. После окончания службы, в 1919 г. вернулся в родной Горыньград, где до конца жизни работал земледельцем. Умер 4 апреля 1964 в с. Горыньград Второй.

## Общественно-политическая деятельность
Заместитель председателя Ровенской областной организации Украинского союза ветеранов Афганистана.

## Награды
- Орден Богдана Хмельницкого (Украина) III степени
- Медаль «За боевые заслуги»
- Медаль «Защитнику Отчизны»
- Медаль «Воину-интернационалисту от благодарного афганского народа»
- Медаль «За безупречную службу» (Украина) II степени
- Почетная грамота Верховного совета СССР
- Юбилейная медаль «70 лет Вооружённых Сил СССР»
- Медаль Жукова
- Почетная грамота Верховной Рады Украины
- Именное оружие МВД Украины
- Награды МВД Украины («Крест славы», «Закон и честь», «Почетный работник МВД Украины», «Рыцарь Закона» и др.)
- Отмечен наградами общественных организаций, фондов и церковными наградами, например, за реконструкцию и реставрацию Свято-Троицкого храма (200 лет) в селе Горыньград Первый Ровенского района Ровенской области